# Osgodby (Lincolnshire)
Osgodby – wieś i civil parish w Anglii, w hrabstwie Lincolnshire, w dystrykcie West Lindsey. Leży 23 km na północny wschód od Lincoln i 213 km na północ od Londynu.
W 2011 roku civil parish liczyła 660 mieszkańców. Osgodby jest wspomniana w Domesday Book (1086) jako Osgote(s)bi/Summerlede.